# Dubin

Historyczny herb Dubina

Dubin (pol. hist. Dupin) – wieś w Polsce położona w województwie wielkopolskim, w powiecie rawickim, w gminie Jutrosin. Dawniej samodzielne miasto.

## Historia
Miejscowość pierwotnie związana była z Wielkopolską. Ma metrykę średniowieczną i istnieje co najmniej od drugiej połowy XIII wieku. Wymieniona pierwszy raz w dokumencie zapisanym po łacinie z 1267 jako Dupin, Duppin, 1284 Dupino, 1393 Dupewo, 1398 Dupino, 1446 Dubyno, 1454 Duppino.
Wieś, a później miasto prywatne należało do lokalnej szlachty wielkopolskiej - Dupińskich, którzy od jego nazwy utworzyli swoje odmiejscowe nazwisko. Później miejscowość miała także innych właścicieli Goździchowskich, Sarnowskich, Sowińskich, Zakrzewskich i innych. W 1310 Dubin leżał w dystrykcie ponieckim, a w 1446 w powiecie kościańskim Korony Królestwa Polskiego. W roku  1285 i 1406 odnotowany został jako siedziba własnej parafii. W 1510 należał do dekanatu Śrem.
Okolice wsi zasiedlone były jednak wcześniej niż odnotowały to historyczne dokumenty. Od około V wieku, aż do pełnego średniowiecza funkcjonowało grodzisko oraz osady odkryte na lewym brzegu rzeki Orli przez archeologów.
Miejscowość założona została na prawie polskim. W 1267 odnotowano zamek (łac. castrum), który we wsi Dubin należącej do komesa Szczedrzyka zbudował książę wielkopolski Bolesław Pobożny. W 1271 jako kasztelan odnotowany został Ziemięta, a w 1278 kasztelan Jan. Zamek ten odnotował w połowie XV wieku polski kronikarz Jan Długosz. Budowla już wówczas była w ruinie.
W 1284 książę wielkopolski Przemysł II zezwolił komesowi Szczepanowi kasztelanowi krobieńskiemu na przeniesienie należących do niego wsi na prawo niemieckie. Odnotowano Śląskowo ze źrebem Rozkochowo, Osiek, Domasławice, Podrzecze, Górkę, Świny oraz Dubin jako miejsce gdzie on lub jego następcy mogą założyć miasto. Książę nadał jemu oraz jego dziedzinom immunitet ekonomiczny i sądowy. Prawa miejskie nie zostały jednak wówczas zrealizowane. 
W 1382 właścicielem był Szczedrzyk Dupieński. W 1393 Miczko (Mikołaj) Struś z [de Teczyna, na Śląsku, toczył proces ze Szczedrzykiem Dupieńskim vel Konarskim, Przybysławem z Konar koło Miejskiej Górki], braćmi Marcinem oraz Ubyszkiem z Dubina o 200 grzywien. W latach 1427–1446 właścicielem wsi był Jan z Dupina. W 1446 zapisał on swojemu bratankowi Pakoszowi z Kołaczkowie trzecią część miasta Dubin jaki miał odziedziczyć po śmierci swojej oraz jego żony Małgorzaty. W zamian Pakosz dał w dożywocie część Dubina Janowi z Dubina oraz jego żonie Małgorzacie.
Przed 1427 rokiem Dubin uzyskał lokację miejską. W XV w. odnotowano przypadki orzekania w Dubinie przez sąd grodzki. W pierwszej połowie XV wieku w mieście Dupin istniała już szkoła. W 1427 odnotowany został spór plebana Macieja z burmistrzem oraz rajcami miejskimi o obsadzanie stanowiska nauczyciela w miejscowej szkole. Pleban utrzymywał, że on i jego poprzednicy byli w spokojnym posiadaniu tych uprawnień, oraz że za poparciem dziedziców, a nigdy za zgodą mieszczan, przyjmował magistra szkoły, osobę sobie i kościołowi użyteczną, oraz że naprawy szkoły ponosił kościół. Natomiast burmistrz twierdził, iż to miasto wybudowało i reperowało budynek szkolny.
W 1458 roku w czasie wojny trzynastoletniej Dubin wystawił  jednego pieszego na odsiecz oblężonej polskiej załogi Zamku w Malborku.
Miejscowość odnotowały historyczne rejestry podatkowe. 1462-64 miasto Dupin płaciło drugą, szóstą i ósmą ratę opłaty zwanej cyzą w wysokości 10, 13 i 4 groszy. W 1507 miasto uzyskało zwolnienie od płacenia szosu. 1510 Dupin liczył 24 łany oraz dwa łany sołeckie. W mieście było pół łana opuszczonego, który uprawiali mieszczanie. Było także 4 panów; Jan Sarnowski, który miał 5 łanów, Maciej Jastrzębski posiadający 5 łanów osiadłych oraz 0,5 łana opuszczonego z powodu ucieczki. Job Roszkowski posiadał natomiast 4 łany osiadłe oraz jeden łan opustoszały, nieuprawny. Właścicielką była także Anna Zakrzewska posiadająca 5 oraz 1,5 łana osiadłego, a także 3,5 łana opuszczonego. W mieście był także folwark położony na 2 łanach, trzeci łan był na wolniźnie, młyn o dwóch kołach należał do wszystkich panów. W 1530 w mieście odnotowano pobór podatków od 10 łanów. W 1563 miasto nie płaciło szosu i liczyło 16 łanów, 15 komorników, 4 rzemieślników oraz jednego kramarza. Młynarz dziedziczny płacił od jednego koła walnego. W 1581 miasto zapłaciło podwójny szos w wysokości 6 zł i 12 gr oraz od 7 rzemieślników. 
W wyniku II rozbioru Rzeczypospolitej w 1793, miejscowość przeszła w posiadanie Prus i jak cała Wielkopolska znalazła się w zaborze pruskim. W roku 1895 Dubin utracił prawa miejskie.
W okresie międzywojennym stacjonował w miejscowości komisariat Straży Granicznej.
W okresie PRL w latach 1954-1958 wieś należała i była siedzibą władz gromady Dubin. W latach 1975–1998 miejscowość administracyjnie należała do województwa leszczyńskiego.

## Urodzeni w Dubinie
- Wincenty Kitlas, ps. „Włodzimierz Knopniński” (ur. 21 stycznia 1887, zm. wiosną 1940 w Katyniu) – kapitan Polskiej Marynarki Wojennej, kawaler Krzyża Walecznych, ofiara zbrodni katyńskiej.
- Stefan Małecki – polski uczestnik II wojny światowej, major WP w stanie spoczynku, kawaler Orderu Virtuti Militari[10].
- Wiktor Mędlewski ksiądz (1861–1924) – zasłużony działacz narodowy i społeczny
- Zdzisław Rajewski profesor (ur. 22.10.1907, zm. 02.06.1974 Warszawa) – polski archeolog, badacz grodu w Biskupinie, dyrektor Państwowego Muzeum Archeologicznego w Warszawie.